# Ricardo Caballero
Ricardo Jorge Caballero (Punta Arenas, 20 de outubro de 1959) é um economista e professor chileno.
Estudou no Colégio San Gaspar de Santiago e no Departamento de Economia da Pontifícia Universidade Católica do Chile, onde obteve a graduação e um mestrado. Sua dissertação para obtenção do mestrado consistiu de um modelo macroeconômico para estudar políticas alternativas na economia chilena.
No final de 1981, Caballero decidiu trabalhar no setor privado, no departamento de estudos do grupo Cruzat.
Obteve um doutorado no Instituto de Tecnologia de Massachusetts (MIT). Em 1988 foi para a Universidade Columbia, onde foi professor assistente e associado.
Em 1992 foi para o Instituto de Tecnologia de Massachusetts.